# Hélio-3
O hélio-3, abreviado por He-3, às vezes chamado em inglês de tralphium, ou, aportuguesando, trálfio, é uma forma isotópica não-radioativa do hélio com dois prótons e um nêutron no núcleo atômico.

## Descrição
Os núcleos de hélio-3 consistem em dois prótons, mas apenas um nêutron, em contraste com o átomo original de hélio, que possui dois prótons e dois nêutrons. Sua existência foi proposta em 1934 pelo físico nuclear australiano Marcus Oliphant enquanto, no Laboratório Cavendish na Universidade de Cambridge, num experimento em que alguns átomos de deutério (isótopo do hidrogênio) reagiram mais rapidamente que outros (a primeira demonstração de fusão nuclear).
O He-3 foi postulado para ser um isótopo radioativo até que átomos dele fossem identificados naturais na atmosfera (que é principalmente de He-4) por Luis Walter Alvarez e Robert Cornog em um experimento num cíclotron no Laboratório Nacional de Lawrence Berkeley em 1939. Apesar de o hélio-3 ser aproximadamente dez mil vezes mais raro que o hélio-4 na Terra, a sua presença significativa em depósitos de gás subterrâneos implicou que ele não se deteriorasse ou que tivesse um tempo de vida semelhante à do isótopo primordial. O hélio-3 aparece como um nuclídeo primordial, escapando da crosta terrestre para o espaço ao longo do tempo.
O hélio-3 é proposto como um combustível da segunda geração da fusão nuclear (ver: fusão aneutrônica) para usos energéticos de fusão, mas esses sistemas ainda estão em fase experimental e de desenvolvimento. o He-3 é utilizado na detecção de nêutrons e de temperaturas extremamente baixas de criogenia. Tem sido usado como um gás magnetizável hiperpolarizado para formar imagens magnéticas para estudos.

## Propriedades físicas

Diagrama de fases do hélio-3 em baixa temperatura.

Devido à sua baixa massa atômica (3,0160293 u), o He-3 tem propriedades significativamente diferentes do He-4 (4,0026 u). Devido à fraca interação por indução de dipolo-dipolo entre os átomos de hélio 3, suas propriedades macroscópicas são principalmente determinadas pela energia de ponto zero; as propriedades microscópicas do He-3 também fazem com que ele tenha maior energia de ponto zero que o He-4. Isso significa que o He-3 pode superar a interação dipolo-dipolo com menos energia térmica que o He-4. O hélio-3 ferve a 3,19 Kelvin (-269,96 ºC), baixo comparado ao hélio-4, que ferve a 4,23 Kelvin (-268,92 °C), e seu ponto crítico também é menor do que 3,35 K (-269,8 °C), comparado ao do hélio-4, que é 5,19 K (-267,96 °C). Tem menos da metade da densidade quando o líquido está no ponto de ebulição: 0,059 g/ml, a do hélio-4 é 0,12473 g/ml. O seu calor latente de vaporização é também consideravelmente menor, 0,026 kJ/mol, comparado ao hélio-4 que é 0,0829 kJ/mol.

### Limite de velocidade
O superfluido hélio-3 parece um vácuo para uma haste que se move através dele, embora seja um líquido relativamente denso. Não há resistência, absolutamente nenhuma. Objetos que se movem através do superfluido hélio-3 não têm limite de velocidade.

## Reservas e usos
Ele é muito raro na Terra e é procurado para atividades de pesquisas sobre fusão nuclear. Acredita-se que o gás exista em abundância na Lua (incorporado na camada superior do regolito pela ação de ventos solares durante bilhões de anos) e nos grandes planetas gasosos do Sistema Solar (deixado lá durante a nebulosa solar original), embora ainda em baixa quantidade (28 partes por milhão do regolito lunar é hélio-4 e entre 1 a 50 partes são de hélio-3).
As reservas de hélio-3 na Terra são escassas devido ao papel da atmosfera terrestre como escudo protetor contra a radiação. Por outro lado, a situação na Lua é diferente, pois a superfície lunar, não tendo atmosfera, está muito mais exposta à radiação. Como em Marte, isso causa o acúmulo de grandes quantidades de hélio-3, hidrogênio, carbono, nitrogênio, etc. transportados pelo vento solar. Segundo estimativas da Bloomberg, as reservas lunares de hélio-3 poderiam suprir a demanda mundial de energia por 250 anos. Isso levou alguns a definirem o hélio-3 como o "ouro lunar".
Dado seu potencial, a maioria das potências espaciais, como Estados Unidos, China, Rússia ou Índia, estão experimentando uma possível exploração do solo lunar. Por enquanto, a viabilidade de exploração comercial ainda não foi demonstrada. Pode ser encontrado na Lua, mas existem apenas 20 partes de hélio-3 por bilhão de solo lunar, e uma máquina capaz de trabalhar o regolito para extrair o combustível ainda não foi desenvolvida. A isso deve ser adicionado o custo de transportá-lo de volta à Terra.

### Uso na fusão nuclear
A experimentação em reatores de fusão nuclear experimentais (Tokamaks) é realizada com deutério e trítio. A possibilidade de uma futura aplicação do hélio-3 neste processo deve-se às vantagens comparativas com o trítio dadas as suas propriedades. Estes se resumem em maior facilidade no manuseio do material e seus resíduos e maior segurança em caso de acidente.
O resultado da fusão entre um núcleo de hélio-3 e um de deutério é o mesmo que no caso de trítio e deutério. A única diferença é que no primeiro caso é liberado um próton que, tendo carga positiva, pode ficar retido dentro de um campo magnético, evitando sua degradação e a do recipiente. Além disso, em caso de acidente, a reação pararia automaticamente e não liberaria radioatividade, pois tanto o hélio-3 quanto o deutério são isótopos estáveis e, portanto, não radioativos.
Além de seu uso como fonte de energia na Terra, sua possível aplicação astronáutica vem sendo investigada. O DFD (Direct Fusion Drive) é um motor de foguete de fusão em desenvolvimento, que usaria hélio-3. Segundo os pesquisadores, seu desenvolvimento final é o primeiro passo para encurtar as viagens interplanetárias.
Os dois principais problemas na aplicação do hélio-3 na fusão nuclear são a sua escassez na Terra e a dificuldade em conseguir as condições necessárias para a fusão.